# Ministère de la Milice et de la Défense
Le ministère de la Milice et de la Défense était le département du gouvernement responsable de la défense du Canada de 1906 à 1921. Le Ministre de la Milice et de la Défense (en) en était responsable. Il fut créé en 1906 lorsque l'Armée de terre britannique retira ses forces du Canada. En 1921, la Marine royale canadienne fut transféré du ministère de la Marine et des Pêches et du Service naval au ministère de la Milice et de la Défense qui adopta alors le nom de « ministère de la Milice et de la Défense et du Service naval ». En 1922, il fut renommé ministère de la Défense nationale.

## Annexe